# Padam, padam…
Padam, padam… – piosenka nagrana przez Édith Piaf, którą pierwotnie opublikowano w 1951 roku. Utwór napisali dla niej Norbert Glanzberg (muzyka) i Henri Contet (tekst).

## Kompozycja
Utwór ten to walc. Piosenkę określono jako „nieznośnie chwytliwa”.
Podmiotem lirycznym jest kobieta, która śpiewając piosenkę opisuje jak konkretna melodia przywołuje w jej wspomnieniach byłego kochanka (gdy ona miała 20 lat).

## Lista utworów
Opracowano na podstawie materiału źródłowego: 
7″ EP EMI Columbia ESRF 1023 (1954, Francja)
1. „Padam, padam…” (3:17)
2. „Jézébel” (3:07)
3. „Mariage” (4:16)
4. „Les amants de Venise” (3:10)

## Inne wersje
Swoje wersje piosenki nagrali m.in.: Tony Martin (1952), Petula Clark (1963), Mireille Mathieu (1993), Chimène Badi (2003), Ann Christy (2000) i Patricia Kaas (2012).